# Aulus Iunius Rufinus
Aulus Iunius Rufinus war ein im 2. Jahrhundert n. Chr. lebender römischer Politiker.
Durch Militärdiplome, die teilweise auf den 5. März 153 datiert sind sowie durch die Fasti Ostienses ist belegt, dass Rufinus 153 zusammen mit Gaius Bruttius Praesens ordentlicher Konsul war. Um 169/170 war er Prokonsul von Asia. Sein Bruder war Marcus Iunius Rufinus Sabinianus. Seine Tochter Pomponia Triaria war die Ehefrau des Gaius Erucius Clarus, der 170 Konsul war.